# Innamorarsi a Pechino
(Tagline, dalla copertina del DVD)
Innamorarsi a Pechino (Waiting in Beijing) è un film del 2008 diretto da Alan Zhang.
È stato trasmesso da Rai Movie col titolo Waiting in Beijing - Aspettando a Pechino.

## Trama
George, un giovane proveniente da Los Angeles, lavora come barman in un locale alla moda di Pechino, dove una sera assiste alla scena di una ragazza su tutte le furie perché un'altra, che ha bevuto troppo, le ha macchiato il vestito con del vino. George tira fuori dai guai la ragazza ubriaca, che è cinese, si chiama Judy ed ha appena perso il lavoro. Judy, per ringraziarlo, invita George a fare l'indomani un giro turistico con lei, per permettergli di conoscere meglio il patrimonio storico-culturale che circonda la città, e intanto scopre, per puro caso, che George è ricercato proprio dall'azienda per la quale lei lavorava, ma decide di proteggerlo, nonostante potrebbe approfittarne per essere riassunta.
Gli appuntamenti tra George e Judy proseguono con spensieratezza, ma quando lei inizia ormai ad essere completamente "cotta" di lui, George le confida di non essere single; sta infatti aspettando a Pechino una studentessa irachena di nome Nadia, della quale è perdutamente innamorato, che è dovuta tornare in patria proprio allo scoppio della Guerra in Iraq. Judy deve intanto affrontare il suo ex convivente che si rifà vivo, dopo aver subdolamente cercato di prostituirla per il suo capo. George è sempre più in ansia per la sorte di Nadia e si sente rinascere quando Judy, tramite un suo vecchio conoscente, riesce a fargli avere notizia che la sua fidanzata è viva e sta bene. Ma Judy, ancora innamorata, non riesce ad accettare di essere per George una semplice amica, perciò una sera, per smaltire la gelosia, si ubriaca di nuovo e la mattina seguente tratta male George, però poco dopo gli chiede scusa e alla prima occasione gli dimostra la sua amicizia acquistando per lui un collier da regalare a Nadia.
La Cina è in allarme per la diffusione della SARS e si succedono le notizie sulle vittime civili in Iraq. All'improvviso, Judy viene a sapere dal suo informatore che Nadia è morta tragicamente. Quando lo comunica a George, questi ha un malore e viene ricoverato in ospedale, dove dev'essere operato al cuore, a fronte però di una grossa somma di denaro per le spese chirurgiche. Judy si finge sua moglie e consegna al medico l'importo necessario, dopo aver venduto la propria automobile. Le condizioni di George, in seguito all'operazione, restano critiche e Judy gli rimane accanto in ogni momento, finché a sorpresa si presentano in ospedale i genitori di lui. Judy viene così a conoscere la vera identità di George: è il figlio del proprietario della società per cui lei lavorava. La segretaria dell'azienda le inveisce contro e la accusa di essere lei la responsabile del malore di George, sicché Judy, umiliata e avvilita, esce dall'ospedale, prepara le valigie e si allontana da Pechino.
George infine si risveglia, trova accanto a sé i propri genitori e inizia a chiedere dov'è Judy. La fa cercare in tutta la città, ma senza risultato. Ristabilitosi, decide allora di partire per la regione agricola in cui Judy è cresciuta, ed incontra sua nonna, che gli suggerisce di proseguire le ricerche vicino al lago della zona. George ripete a se stesso: «La troverò, la troverò...».